# Усенко Трохим Титович
Трохи́м Титович Усе́нко (18.05.1881-11.09.1952) —  український фахівець з механічної технології металів. Професор Київського політехнічного інституту.
Репресований на початку 1930-х років.

## Біографія
У 1911 році був штатним молодшим лаборантом у лабораторії з випробувань парових котлів Київського політехнічного інституту.
У 1917-1920 завідував кафедрою прикладної механіки Уральського гірничого інституту, полагодив там електростанцію. У 1919 році після захоплення Єкатеринбургу більшовиками від'їжджав до Владивостока, але невдовзі повернувся. 
З 1922 року очолив кафедру теплртехніки КПІ. У вересні 1926 року очолив створену Головнаукою УРСР Науково-дослідну кафедру теплотехніки при механічному факультеті КПІ. До складу кафедри увійшло 28 спеціалістів, за розміром вона була другою в інституті. Серед співробітників кафедри були Георгій Жирицький, Олекса Ступін, Ладижинський І. А., с.н.с. Синеуцький В. В., інженери Шелковников Л. М., Брегман Я. М. Аспірантами кафедри були Михайло Кондак, Іван Швець, Джуваго В. А., Барановський М. А., Сердюків П. Т., Бертов В. Я. та інші.
У 1928—1930 роках завідував кафедрою парових котлів КПІ.
Надалі заарештований ОДПУ. Вочевидь працював разом з Леонідом Рамзіним, засудженим за «справою Промпартії», у московському ОТБ-11, де було створено перший у СРСР прямоточний котел. Амністований у лютому 1936 року разом з Рамзіним та іншими інженерами за підтримки Наркомату важкого машинобудування СРСР.
У 1945-1952 роках завідував кафедрою котельних установок Московського інституту хімічного машинобудування і паралельно був деканом енергетичного факультету. 
Нагороджений Сталінської премією З-го ступеня за видатні винаходи та корінні удосконалення методів виробничої праці, а саме за розробку й впровадження до промисловості внутрішньоциліндрового мастила поршневих машин графітом.

## Наукові праці
- Усенко, Т. Т. (1920). К вопросу о передаче тепла лучеиспусканием. Известия Уральского государственного университета. 1920. Т. 1. — с. 17-32. (рос.)
- Усенко, Т. Т. Як треба палити в паровиках. Київ, 1924.
- Усенко Т. Т. О связи ВТУЗов с производством // Вісті Київського політехнічного інституту. − 1926. — Кн. 3. — С. 56–63.(рос.)